# Von Ardenne (Unternehmen)

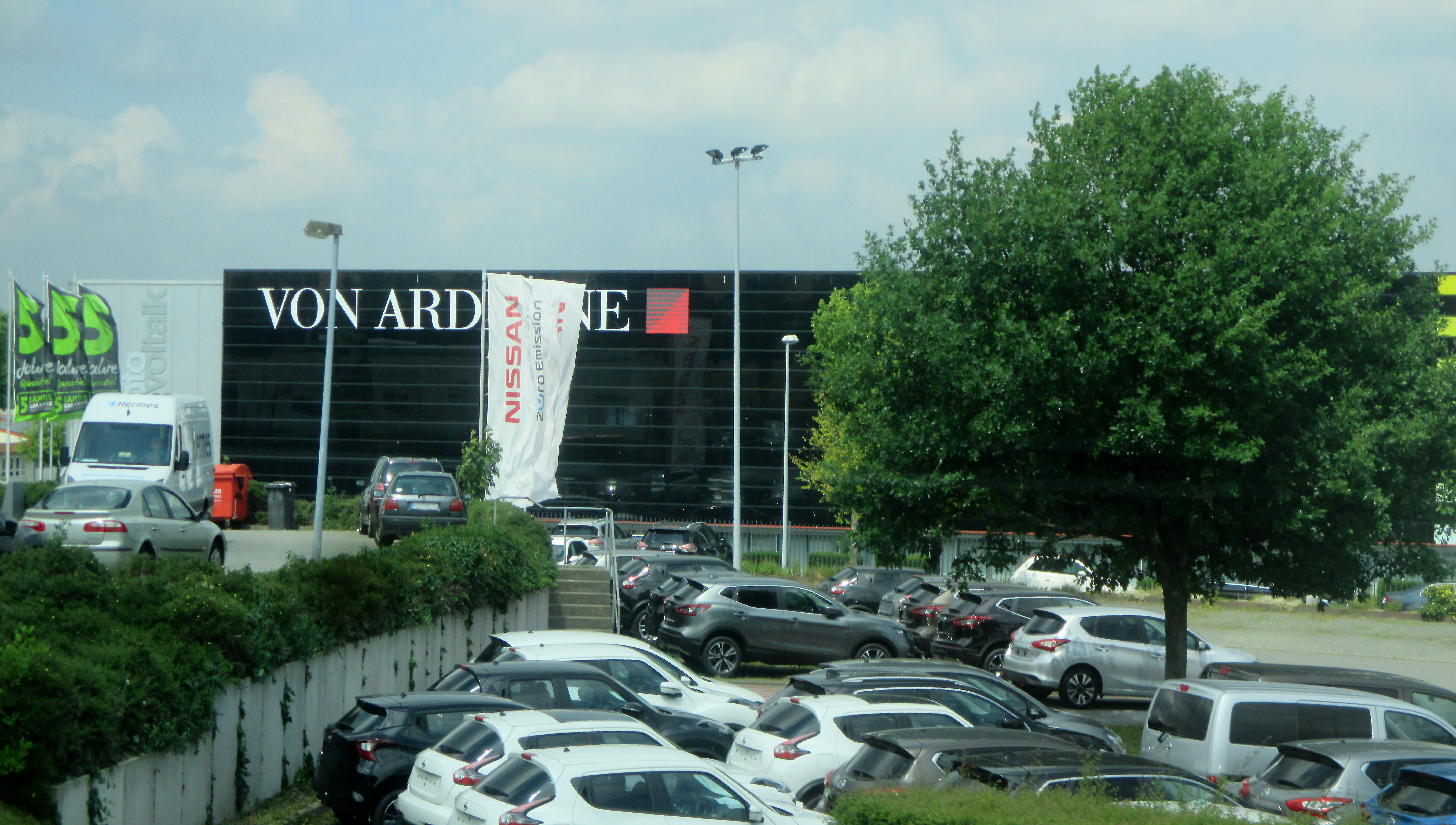
Unternehmenssitz in Dresden

Die Von Ardenne GmbH (Eigenschreibweise: VON ARDENNE) ist ein deutsches Maschinenbauunternehmen mit Sitz in Dresden. Das Familienunternehmen entwickelt und fertigt Anlagen für die industrielle Vakuumbeschichtung unter anderem von Glas, Wafer und Kunststofffolie. Es gilt als Weltmarktführer insbesondere im Anlagenbau für großflächige Architekturglasbeschichtung und Dünnschicht-Photovoltaik.

## Geschichte
Die Von Ardenne Anlagentechnik GmbH wurde 1991 aus dem vom deutschen Wissenschaftler und Erfinder Manfred von Ardenne gegründeten Dresdner Forschungsinstitut Manfred von Ardenne ausgegründet und 2013 in Von Ardenne GmbH umfirmiert.

## Struktur, Mitgliedschaften und Produkte
Die Von Ardenne GmbH befindet sich zu 100 Prozent im Eigentum der Familie von Ardenne. Der Konzern hat Tochtergesellschaften in China, Indien, Japan, Malaysia, Vietnam und den Vereinigten Staaten. Die Von Ardenne GmbH ist u. a. Mitglied im Bundesverband mittelständische Wirtschaft und in der Sächsischen Landesstiftung Natur und Umwelt.
Geschäftsführerin ist Pia von Ardenne.
Das Unternehmen gilt als Weltmarktführer im Anlagenbau für großflächige Architekturglasbeschichtung und Dünnschicht-Photovoltaik sowie bei großen Elektronenstrahlkanonen für Schmelzöfen.
Das Unternehmen ist in fünf Geschäftsfeldern aktiv, wovon die Geschäftsfelder Architekturglas und Photovoltaik zusammen rund 72 % des 2014er Jahresumsatzes in Höhe von 201,6 Millionen Euro ausmachten. Hauptabsatzmarkt ist Asien; die Exportquote betrug 2014 rund 96 %.